# Smaklök
Smaklökar utgör smaksinnets huvudorgan. Med hjälp av sinnesceller i smaklökarna kan vi känna de grundsmaker som smaksinnet är känsligt för: sött, surt, salt, beskt, umami och eventuellt också fett.
En vuxen person har mellan 5 000 och 10 000 smaklökar, men det finns stora individuella skillnader och barn har fler än vuxna.
Smaklökarna sitter i ytskiktet på papiller på tungan, gommen och i svalget. Det finns tre typer av papiller som innehåller smaklökar: svampformiga papiller, bladpapiller och vallgravspapiller.

## Uppbyggnad

En schematisk teckning av en smaklök.

En smaklök är lökformad struktur bestående av en samling (20-100) avlånga smakceller (sinnescellerna) plus ytterligare några sorters celler (stödjeceller och basalceller). Smakcellerna sträcker sig från basen av smaklöken, där de har förbindelse med nervcellernas ändförgreningar, till smaklökens övre del, där de slutar med ett litet hår (microvillus), som sticker ut i en öppning i toppen av smaklöken, den så kallade smakporen. Smakporen kan öppnas och dras samman. 
En enskild smakcell reagerar mest på en enda sorts grundsmak, men inom varje smaklök finns normalt flera sorters smakceller, så varje smaklök är därför känslig för flera olika smaker.
En smaklöks livslängd är omkring 14 dagar.

## Historik
Smaklökarna upptäcktes 1867 av den tyske anatomen och antropologen Gustav Schwalbe och den svenske läkaren Christian Lovén.